# Ennomos angustaria
Ennomos angustaria är en fjärilsart som beskrevs av Krulikovski. Ennomos angustaria ingår i släktet Ennomos och familjen mätare. Inga underarter finns listade i Catalogue of Life.